# آرمسترانگ ویتورث ای. دابلیو.۱۷۱
آرمسترانگ ویتورث ای. دابلیو.۱۷۱ (به انگلیسی: Armstrong Whitworth AW.171) یک هواگرد ساختِ کارخانهٔ آرمسترانگ ویتورث در کشور بریتانیا است.